# CADR值
CADR值也稱為清潔空氣輸送率，是一个评判标准，即单位时间内空气颗粒物去除率。不同的空气净化器具有不同的去除颗粒物的能力，因此通常测量被测装置的三个CADR：烟雾，花粉和灰尘。通过将气流量和颗粒去除效率相结合，消费者就不太可能會被正在过滤少量空气的空气净化器或未过滤得很好的大量空气所误导。